# Yamato (Naruto)
 (juin 2024).
Pour les articles homonymes, voir Yamato.
Yamato (ヤマト, Yamato) de son véritable nom Tenzo, ou Kinoé qui a été donné par Danzo lors de son entrainement enfant. Yamato est un personnage du manga Naruto. Il fait son apparition dans Naruto Shippuden.
Il n'apparaît que dans la seconde partie du manga. C'est un membre de l'ANBU, qui revient en tant que jōnin sous le nom de Yamato à la demande de Tsunade, pour prendre en charge l’équipe composée de Naruto, Sakura et Saï. Dans sa jeunesse, il a pris comme nom Tenzô (テンゾウ) à la place de Kinoe, et il a travaillé sous les ordres de Kakashi, lorsque ce dernier était capitaine au sein de l’ANBU.

## Profil
Yamato a les cheveux courts bruns et les yeux noirs. Lors de sa première apparition, il porte la tenue standard des membres de l'ANBU, avec une épée accroché à son dos et un masque d'ANBU stylisant un visage de chat. Mais quand il rencontre Naruto, Sakura, et Saï pour la première fois, il prend la tenue d'un jōnin de Konoha, mais sans le symbole spiralé sur les épaules, sa tenue allant jusqu’à son menton, et conservant les deux poches sanglées au bas du dos, au lieu d'un seul, à la manière des ANBU. En plus de cela, il a un casque protecteur qui encadre son visage, similaire à celui du 2e Hokage (à l’exception de la plaque portant le symbole de Konoha rivée dessus).

### Histoire
Alors qu'il n'était qu'un enfant, Yamato a servi de cobaye à Orochimaru afin de tester sa compatibilité avec les cellules de Hashirama Senju. Les autres enfants qui ont été utilisés pour la même expérience sont tous morts, mais lui y a survécu, et peut manier le Mokuton et maîtriser dans une certaine mesure les débordements des démons à queues.
Dès son plus jeune âge, Yamato intègre la Racine, sous l'identité de Kinoe. Une de ses missions est d’éliminer Kakashi pour récupérer son Sharingan, mais ils finissent par devenir amis, et Kinoe rejoint les ANBU sous le nom de Tenzo.
Il sert de remplaçant à Kakashi en tant que leader de l'équipe 7, celui-ci étant dans un état d'épuisement physique à la suite de l'utilisation poussée de son Mangekyō Sharingan contre Deidara, et prend le nom de Yamato qui lui a été donné par Tsunade. Lors de la mission, il se déguise en Sasori pour récolter des informations de Kabuto, mais est démasqué par Kabuto, qui croyait avoir affaire au vrai Sasori, juste après l'arrivée d'Orochimaru. Obligé par ce dernier de déployer l'équipe 7, il assiste au combat entre Naruto et Orochimaru grâce à un clone et ensuite à la défection de Saï. Plus tard, il annihile le chakra de Kyubi en Naruto grâce à la technique et au collier du Premier Hokage. Toujours à l'aide de son clone, il retrouve la piste de Saï, Kabuto et Orochimaru jusqu'au repaire de ce dernier. Il s'y introduit avec Naruto et Sakura et capture Saï et Kabuto grâce à l'aide inattendue du premier cité. Ils se lancent alors à la recherche de Sasuke et rencontrent Orochimaru qui les épargne à la seule condition qu'ils éliminent des membres de l'Akatsuki. Ils rentrouvent enfin Sasuke, qui est bien décidé à en finir avec eux. Il affronte alors brièvement le jeune Uchiwa et se rend compte comme le reste de l'équipe 7, de la puissance du jeune Uchiwa et que ce dernier est plus fort que lui. Alors que Sasuke allait utiliser la Girafe pour se débarrasser d'eux, Orochimaru, puis Kabuto, qui s'est libéré l'en dissuadent et ils disparaissent tous les trois, ce qui laisse Naruto et Sakura en larmes. Mais Saï, qui s'est repenti, les réconforte en disant qu'ils ont encore pas mal de temps pour sauver Sasuke.
Une fois de retour à Konoha, Yamato raconte tout ce qui s'est passé à Tsunade, Jiraiya et Kakashi. Par la suite, Yamato participe avec Kakashi à l'entraînement de Naruto et est coresponsable de l'enseignement du jutsu Fūton - Orbe Shuriken à Naruto. Il part ensuite en mission avec l'équipe 7 en renfort à Kakashi et l'équipe Azuma et assiste à l'élaboration par Naruto de la technique Futōn-Orbe Shuriken sur Kakuzu et dit à l'occasion à Kakashi que Naruto est bien plus fort désormais.
Yamato fait partie de la mission de recherche d'Itachi et Sasuke Uchiwa. Il affronte avec le reste de l'escouade Tobi, qui parvint à leur barrer le passage jusqu'à la fin du combat entre Sasuke et Itachi. Il reste en arrière quand l'équipe de Kakashi se retrouve face à une forêt entière dévastée par Amaterasu, technique d'Itachi Uchiwa. Il utilise une technique doton afin de contenir les flammes et de permettre à l'équipe de poursuivre son chemin.
Par la suite, associé à Saï et Anko, il a pour mission de tenter de retrouver Kabuto, mais est obligé d'abandonner la recherche lorsque Naruto subit l’influence de Kyûbi durant son combat contre Pain.
Yamato participe activement à la reconstruction de Konoha, à la suite de sa destruction par Pain, grâce à sa faculté de créer des bâtiments en bois.
En compagnie de Kakashi, il escorte Naruto vers le Pays du Fer, afin que ce dernier puisse plaider sa cause auprès du 5e Raikage. Ils sont encore une fois confrontés à Tobi, mais ce dernier disparut après leur avoir raconté la vraie histoire d'Itachi. Dès leur retour, il part avec Naruto sur une île du pays de la Foudre pour le cacher à Tobi avec Killer Bee. Capturé plus tard par Kabuto Yakushi pour le compte de Tobi, afin de renforcer l’armée de Zetsu par ses dons génétiquement issus du 1er Hokage, il est gardé prisonnier lorsque ces derniers partent en guerre contre les cinq grands pays ninja.
Il réapparaît plus tard lors de la bataille entre les forces de l'Alliance ninja et Madara, devenu l’hôte de Jûbi, emprisonné à l'intérieur de Guruguru (グルグル), un humanoïde artificiel créé par Madara en même temps que le Zetsu blanc à partir des cellules du 1er Hokage, qui l’utilise pour renforcer ses techniques Mokuton. Sous cet état, il tient tête à une bonne partie de l'Alliance, mais est stoppé par Hiruzen Sarutobi, Orochimaru, Suigestu et Karin. Lorsque les « Arcanes lunaires infinis » sont activés, Yamato est éjecté de Guruguru, reprend conscience un moment, puis est pris dans l’illusion et enfermé dans un cocon de l'Arbre Sacré. Il rêve alors qu'il est devenu le chef officiel de l'équipe 7 et que Sasuke est rentré au village. Il en sera libéré plus tard par Naruto et Sasuke.
Après la quatrième grande guerre ninja, il est chargé de la surveillance d’Orochimaru ; il participe à la préparation du mariage de Naruto et Hinata, et y assiste.

### Personnalité
Yamato est un personnage respecté par Naruto et Sakura, mais il se méfie un peu de la nouvelle recrue de l'équipe, Sai. Il a tendance à s'énerver quand Naruto ne lui obéit pas en sortant les « gros yeux » ce qui effraie particulièrement Naruto et les autres jeunes ninjas. À la fin du combat contre Orochimaru, juste après que Naruto, possédé par le démon renard, a blessé Sakura, Yamato exécute une technique que seul le 1er Hokage savait maîtriser, qui supprime le chakra de Kyūbi. Sakura utilise par la suite son jutsu médical pour soigner les blessures infligées à Naruto par le chakra de Kyūbi. Yamato remarque alors les sentiments profonds, voire amoureux, que Sakura éprouve pour Naruto (par la phrase : « Sakura, on le comprend juste en te regardant… En vérité tu es… » ; Yamato s'interrompt parce que Naruto reprend conscience) car celle-ci supplie Yamato de lui enseigner la technique du 1er Hokage et fait de son mieux pour soigner Naruto malgré la blessure qu'elle a reçue au bras.Yamato sait faire preuve de  pragmatisme lorsque la situation l'y oblige, comme lors de son bref affrontement avec Sasuke.Après s'être rendu compte que Sasuke devenait une menace,il décide de combattre sérieusement.Il affirme qu'il n'aime pas trop recourir à la force,mais peut l'utiliser si situation l'y oblige. Bien qu'il ait dit à Naruto et Sakura qu'il ne couve pas ses troupes,lorsque Naruto se blesse en assommant Kisame,il le soigne et lui dit qu'il doit faire attention à mieux contrôler sa vitesse.On remarque aussi qu'il est reticent à payer la note d'un restaurant où il a mangé avec un de ses aînés,mais grâce à la ruse,Kakashi lui fit payer la note en lui disant qu'il pense qu'ils sont égaux. Malgré tout,Yamato est un ninja fidèle à son village,par exemple, lors qu'il est capturé par Kabuto pour le compte d'Obito et qu'il apprend que celui-ci veut lui soutirer des informations sur l'Alliance Ninja,il regrette de ne pas pouvoir se suicider à cause du poison de Kabuto pour éviter de divulguer des informations à l'ennemi.

### Capacités
Nature du chakra : Mokuton, Suiton, Doton
Yamato a la particularité de pouvoir utiliser des techniques de type mokuton (élément bois), alors que seul le 1er hokage était connu pour disposer de telles techniques. Yamato était l'ancien cobaye d'une expérience d'Orochimaru qui tentait de recréer les pouvoirs du premier Hokage en implantant ses cellules à des nouveau-nés, cependant, il y eut un rejet très brutal de leur organisme et ils sont tous morts très rapidement. Du moins, c'est ce que pensait Orochimaru, jusqu'à ce qu'il le rencontre au pont du Ciel et de la Terre ; vivant, en bonne santé et pouvant utiliser, grâce à lui, les pouvoirs du premier hokage (de manière cependant édulcorée).
Yamato a aussi hérité de la capacité du premier Hokage à contrôler les bijū, bien qu'il ne puisse l'utiliser dans les mêmes conditions. Cette technique unique lui permettra de forcer Naruto à sortir de sa transformation en Kyūbi, grâce au pendentif du Hokage laissé à Tsunade et remis à Naruto. 
Ses affinités sont suiton (eau) et doton (terre), ce qui, en combinant ces deux éléments, lui permet d'en utiliser une troisième le mokuton.
Yamato a aussi la capacité de créer des « graines » qui lui permettent, une fois avalées par un de ses coéquipiers, de repérer la position de l'allié ou de l'ennemi par une soudaine apparition de chakra chez l'individu ayant digéré la graine.

## Apparition dans les autres médias
Yamato apparaît dans de nombreux arcs hors-série de l'anime et dans de nombreux jeux vidéo dérivés de la série, où il utilise des techniques non vues dans le manga et l'anime.

## Techniques
- Technique de substitution (変わり身の術, Kawarimi no jutsu?)
En exécutant une permutation, Yamato met un mannequin en bois le représentant à sa place.
- Mokuton - Transformation (木遁・変化, Mokuton: Henge?)
Yamato se transforme en la personne voulue grâce à son élément de bois qui l’enlace avant la transformation.
- Clone ligneux (木分身の術, Moku bunshin no jutsu?)
Beaucoup plus puissant que la plupart des techniques de clonage (y compris le « Clone de l’ombre »), le clone ligneux ne disparaît pas une fois touché.
- Mokuton - La grande forêt (木遁・大樹林の術, Mokuton - Daijurin no jutsu?)
Yamato fait sortir une grande quantité de bois de son bras.
- Arcanes du Hokage – Les six décennies – Le rempart du retour à la source (火影式耳順術・廓庵入鄽垂手, Hokage shiki jijun jutsu - Kakuan nitten suishu?)
Une technique du premier Hokage utilisée par Yamato grâce à son ADN cloné. Elle est utilisée contre des démons à queues qui ont pris le contrôle de leur hôte. Celui-ci enchaine une série de signes, puis le sceau « Incline toi » apparaît sur sa paume de main. Il frappe ensuite un démon ou un jinchūriki avec la paume de la main. S'ensuit l'épuisement total du chakra de la cible.
- Doton - Rempart de Terre Mouvant (土遁・土流城壁, Doton - Doryū Jōheki?)
Technique de l'élément Terre, un large mur de terre émerge du sol.
- Suiton - Crue Destructrice (水遁・破奔流, Suiton - Hahonryū?)
Pour utiliser cette technique, Yamato génère de l'eau pour l'utiliser contre son opposant. Cette technique se combine avec le Futon - Orbe tourbillonnant de Naruto pour former la « Tornade igno-aqueuse ».
- Tornade igno-aqueuse (颶風水渦の術, Gufū suika no jutsu?)[2] — Rang B (combo)
Cette technique est un combo élémentaire des éléments eau-vent de Yamato et Naruto combinant ainsi leurs deux attaques élémentaires. Yamato utilise « La crue destructrice », et Naruto un « Orbe tourbillonnant » imprégné de l'essence du fūton, les deux attaques combinées créent un énorme typhon capable de repousser une attaque combinée de feu et de vent.
- Suiton - Le bassin de la cascade (水遁・滝壷, Suiton - Takitsubo?)
Technique qui permet de créer un énorme volume d'eau. Yamato utilise cette technique en conjonction avec « Le rempart de terre » pour créer une large chute d'eau.
- Mokuton - Le mur de bois enlacé (木遁・木錠壁, Mokuton - Moku jōheki?)
Technique permettant à Yamato de se protéger. Elle fait apparaître une large coque de bois profilée et fixée au sol.
- Mokuton - La maison des quatre piliers (木遁・四柱家の術, Mokuton - Shichūka no jutsu?)
Yamato fait surgir de terre une maison en bois de style japonais avec un étage, arborant le symbole de Konoha. Cette technique est utile pour les ninjas en mission, qui disposent ainsi d'un lieu d'habitation temporaire plus confortable qu’un campement à la belle étoile.
- Mokuton - La prison aux quatre piliers (木遁・四柱牢の術, Mokuton - Shichūrō no jutsu?)
Yamato fait surgir de terre une cage en bois maintenue par des piliers.
- Doton - Fracture Tectonique (土遁・土流割, Doton - Doryū Katsu?)
Cette technique permet de créer des brisures dans la croûte terrestre pour provoquer des failles. Yamato s'en sert pour permettre à l'équipe de recherche de passer les flammes noires de la technique Amaterasu.
- Mokuton - Palais aux Mille Pilliers (木遁・連柱家の術, Mokuton - Renchūka no jutsu?)
Cette technique permet de dresser des maisons en bois ; Yamato l’utilise pour aider à reconstruire le village de Konoha à la suite de sa destruction par Tendô, mais à ses dires, la technique est éprouvante pour son utilisateur. Dans l'animé, Yamato l’appelle aussi le quartier des quatres piliers.
- Mokuton - Étreinte Silencieuse (木遁・黙殺縛り, Mokuton - Mokusatsu shibari?)
Yamato l'utilise pour immobiliser un calamar qui attaquait Motoï, un ninja de Kumo.
Cette technique permet aussi d'étouffer l'adversaire en lui resserrant le corps.
- Technique secrète Mokuton - Dix milliers de mains (木遁秘術・進数千手, Mokuton hijutsu - Shinsūsenju?)
La technique la plus puissante du 1er Hokage, Guruguru utilise cette attaque par l'intermédiaire de Yamato en lui afin de créer un Senju Kannon avec plusieurs mains.

- Mokuton - Maillet de Bois
C'est la principale technique que Yamato utilise dans les jeux vidéos de la série. Yamato expulse des planches de bois du sol qui martèlent l'adversaire.
Bien que Yamato n'ait jamais utilisé cette technique dans le manga ou l'animé, on peut l'apercevoir dans le second générique de Naruto Shippuden.
- Mokuton l'enceinte de bois

Yamato crée une enceinte de bois lui pérmetans de se proteger ou d'emprisonner l'ennemi.